# Романш (језик)
Романш (Rumantsch) је један од ретороманских језика из групе романских језика индоевропске језичке групе. 
Од 1938. романш је признат као један од званичних језика Швајцарске. Њиме се говори у делу кантона Граубинден и по последњем попису из 2000. то је матерњи језик за 35.000 људи. Романш разуме 60.000 до 70.000 људи.

### Дијалекти
Романш има 5 дијалеката од којих сваки има стандардну писану форму. 
- сурселвански (13.879 говорника)
- сутселвански (571 говорника)
- сумирански (2.085 говорника)
- путер (2.343 говорника)
- валадер (5.138 говорника)

Последња два дијалекта се сматрају енгандинским говорима, блиским језику ладин. 
За илустрацију дијалеката, пример је реч кућа: casa (сурселвански), tgeasa (сутселвански), tgesa (сумирански), chesa (путер), chasa (валадер), chasa (званична варијанта) 
Романш је 1982. нормирао лингвиста Хајнрих Шмит.

## Пример
Члан 1 Универзалне декларације о људским правима
```
-{Tuots umans naschan libers ed eguals in dignità e drets. 
Els sun dotats cun intellet e conscienza e dessan agir tanter 
per in uin spiert da fraternità.}- 

```

- Allegra - Здраво
- Bun di - Добар дан